# 2088
2088 هي سنة قادمة في التقويم الميلادي ستكون سنة بسيطة تبدأ يوم الأربعاء وهي السنة 88 من الألفية الميلادية الثالثة وسنة من سنوات القرن الحادي والعشرين